# Daniel Waters
Daniel Bruce Waters (Cleveland, 10 novembre 1962) è uno sceneggiatore e regista statunitense.

## Biografia
Fratello maggiore del regista Mark Waters, ha studiato alla James Whitcomb Riley High School a South Bend, Indiana. Debutta con la sceneggiatura per il film Schegge di follia, che scrive durante gli anni in cui lavorava presso un videonoleggio e basata su alcune vicende capitate alla sorella quando frequentava la high school. Negli anni seguenti scrive le sceneggiature per i film Le avventure di Ford Fairlane e Hudson Hawk - Il mago del furto, aggiudicandosi per ben due volte il poco lusinghiero Razzie Award per la peggiore sceneggiatura.
Nel 1992 è autore della sceneggiatura di Batman - Il ritorno di Tim Burton. Dopo una lunga pausa durata otto anni, torna a lavorare debuttando alla regia della commedia Maial Campers - Porcelloni al campeggio, mentre nel 2007 scrive e dirige Tutti i numeri del sesso.

## Filmografia

### Sceneggiatore
- Schegge di follia (Heathers), regia di Michael Lehmann (1988)
- Le avventure di Ford Fairlane (The Adventures of Ford Fairlane), regia di Renny Harlin (1990)
- Hudson Hawk - Il mago del furto (Hudson Hawk), regia di Michael Lehmann 1991)
- Batman - Il ritorno (Batman Returns), regia di Tim Burton (1992)
- Demolition Man (Demolition Man), regia di Marco Brambilla (1993)
- Maial Campers - Porcelloni al campeggio (Happy Campers), regia di Daniel Waters (2001)
- Tutti i numeri del sesso (Sex and Death 101), regia di Daniel Waters (2007)
- Vampire Academy, regia di Mark Waters (2014)

### Regista
- Maial Campers - Porcelloni al campeggio (Happy Campers) (2001)
- Tutti i numeri del sesso (Sex and Death 101) (2007)